# Separación de cristales
La separación de cristales se da cuando es necesario purificar uno de los estereoisómeros presentes en una mezcla racémica. En un principio se hacía cristalizando los compuestos y separando al microscopio cristal a cristal. En estos momentos se pueden emplear muchos otros métodos como las resinas quirales de separación.
- Datos: Q6125068